# Греч (Димбовіца)
Греч (рум. Greci) — село у повіті Димбовіца в Румунії. Входить до складу комуни Петрешть.
Село розташоване на відстані 64 км на північний захід від Бухареста, 30 км на південь від Тирговіште, 126 км на схід від Крайови, 112 км на південь від Брашова.

## Населення
За даними перепису населення 2002 року у селі проживали 1147 осіб, усі — румуни. Рідною мовою 1145 осіб (99,8%) назвали румунську.